# Pseudancistrus depressus
Pseudancistrus depressus är en fiskart som först beskrevs av Günther, 1868.  Pseudancistrus depressus ingår i släktet Pseudancistrus och familjen Loricariidae. Inga underarter finns listade i Catalogue of Life.